# الدعارة في إفريقيا

غير مجرّم - لا عقاب جنائي على الدعارة
منظمة - الدعارة قانونية ومنظمة
إلغائية - الدعارة قانونية لكنها غير منظمة
إلغائية جديدة - غير قانوني شراء الدعارة لطرف ثالث وقانوني بيعها
ممنوعة - الدعارة غير قانونية
تختلف قانونية الدعارة باختلاف القوانين المحلية

يختلف الوضع القانوني للدعارة في إفريقيا بشكل كبير. تعدّ ممارسته شائعة بشكل كبير، كما يعزى جزئيًا إلى انتشار الفقر في العديد من البلدان الأفريقية جنوب الصحراء الكبرى، وهو أحد العوامل المؤدية لانتشار الإيدز في إفريقيا. (36.9% في أفريقيا جنوب الصحراء الكبرى) تسمح السنغال وكوت ديفوار بتشغيل بيوت الدعارة. وقد تكون الدعارة قانونية في بلدان أخرى، لكن لا يُسمح بتشغيل بيوت الدعارة. لا يُطبق القانون في بعض البلدان التي تمنع الدعارة إلا نادرًا.
تشيع العلاقات الجنسية لأغراض ربحية بشكل خاص في أفريقيا جنوب الصحراء الكبرى، حيث غالبًا ما تنطوي على علاقات بين كبار السن من الرجال والنساء الأصغر سنًا أو الفتيات. وفي كثير من الحالات، قد تظل المرأة المنخرطة في علاقة جنسية ربحية وفية لصديقها، في حين أنه قد يكون لديه عدة شركاء جنسيين. يمثل الجنس التجاري في كلتا الحالتين، خطرًا متزايدًا للإصابة بفيروس نقص المناعة البشري. ونتيجة لذلك، فإن الجنس التجاري أحد العوامل التي تساهم في انتشار الإيدز في أفريقيا.

## أفريقيا الوسطى

### أنغولا
الدعارة في أنغولا غير قانونية، ومنتشرة منذ تسعينيات القرن العشرين. ازدادت الدعارة أكثر في نهاية الحرب الأهلية في عام 2001. لا يُفرض المنع باستمرار، إذ أن الكثير من النساء يمارسن الدعارة بسبب الفقر. تشير التقديرات في عام 2013 إلى وجود حوالي 3300 من البغايا في البلاد. تدخل العديد من النساء الناميبيات البلاد بشكل غير قانوني، وغالبًا عن طريق بلدية كوروكا الحدودية، ويسافرن إلى مدن مثل أونجيفا، ولوبانغو ولواندا للعمل في الدعارة.

### الكاميرون
الدعارة في الكاميرون غير قانونية، لكن مسموح بها، خاصة في المناطق الحضرية والسياحية. يعدّ حي ميني فيرمي في العاصمة ياوندي منطقة الدعارة الرئيسية. ويقدر برنامج الأمم المتحدة المشترك لمكافحة الإيدز أن هناك 110 آلاف من البغايا في البلاد.
تجذب الكاميرون السياحة الجنسية من الغرب، وخاصة دعارة الأطفال. حاولت الحكومة الكاميرونية وقف هذه التجارة بالموافقة على اتفاقيات متعددة الأطراف مثل المواثيق ضد السياحة الجنسية، مثل التوقيع مع الاتحاد العالمي لجمعيات وكلاء السفر.

### جمهورية أفريقيا الوسطى
الدعارة قانونية وشائعة في جمهورية أفريقيا الوسطى. إن القوادة أو التربح من دعارة الغير أمر غير قانوني، وكذلك إكراه الناس على الدعارة. تشمل العقوبة غرامة تصل إلى سنة واحدة في السجن، أو 5 سنوات إذا كانت القضية تتعلق بقاصر.
يشكل كل من الاتجار بالبشر ودعارة الأطفال مشكلتان رئيسيتان في البلاد. وجدت دراسة نُشرت في عام 2017 أن حوالي ثلثي بائعات الهوى في العاصمة بانغي يعملن بدوام جزئي لتكملة دخلهن أو لدفع رسوم المدرسة والجامعة. تنخرط بعض بائعات الهوى في دوام كامل بزيارة الفنادق والحانات والنوادي الليلية بحثًا عن عملاء أثرياء، وخاصة الرجال الفرنسيين. يُعرفن باسم «الرعاشات» (بيوبيلنغي) أو (جي بي إي ماوندجو)، ويُعرف أولئك الذين يعملون في الأحياء الفقيرة «بالكاتا».

### جمهورية تشاد
الدعارة في تشاد غير قانونية، ولكنها شائعة، خاصة في المراكز الحضرية وجنوب البلاد. يقدر برنامج الأمم المتحدة المشترك لمكافحة الإيدز أن هناك 1200 من البغايا في البلاد، وكثير منهم/منهن من الكاميرون.
يعد فيروس نقص المناعة البشرية مشكلة في تشاد، كما هو الحال في العديد من البلدان الأفريقية جنوب الصحراء، كما يعد العاملون بالجنس من الفئات المعرضة لمخاطر عالية. يساهم عدم فهم العدوى، وقلة استخدام الواقي الذكري، وضعف الوصول إلى الرعاية الصحية، في زيادة معدل انتشار فيروس نقص المناعة البشرية بنسبة 20%. من المرجح أن يكون هذا الرقم أعلى في منطقة بحيرة تشاد.

### جمهورية الكونغو الديمقراطية
الدعارة في جمهورية الكونغو الديمقراطية قانونية، لكن قانون العقوبات في الكونغو يعاقب على القوادة، وإدارة بيوت الدعارة، واستغلال الفجور أو الدعارة، فضلًا عن الدعارة القسرية. جُرمت الأنشطة التي تحرض القاصرين على الدعارة أو تروج لدعارة الآخرين. يقدر برنامج الأمم المتحدة المشترك لمكافحة الإيدز أن هناك 2.9 مليون من العاملين بالجنس في البلاد. العديد من البغايا الكونغويات من خارج البلاد أو أطفال بلا مأوى متهمون بممارسة السحر.
أصدرت وزارة الصحة خلال الحقبة الاستعمارية والسنوات التي أعقبت الاستقلال، بطاقات هاتفية تحدد المشتغلين بالجنس المحترفين وتزودهم بالفحوصات الطبية. واستُغني عن هذا النظام في ثمانينيات القرن العشرين. تُستخدم قوانين النظام العام أحيانًا ضد المشتغلين بالجنس. تبلغ بائعات الهوى في الشوارع عن تعرضهن للتحرش والعنف والابتزاز من قبل الشرطة.

### غينيا الاستوائية
الدعارة في غينيا الاستوائية غير قانونية. يقدر برنامج الأمم المتحدة المشترك لمكافحة الإيدز أن هناك حوالي 6000 من البغايا في البلاد. يعدّ الاتجار بالجنس مشكلة في البلاد. تمارس بعض النساء الصينيات الدعارة في غينيا الاستوائية، مع وجود كثافة عالية من العمال المهاجرين الصينيين في غينيا الاستوائية وأجزاء أخرى من أفريقيا. يطلب الكثير من الرجال الصينيين البغايا بمن فيهن البغايا الصينيات.

### الغابون
الدعارة في الغابون غير قانونية. يقدر برنامج الأمم المتحدة المشترك المعني بفيروس نقص المناعة البشرية/الإيدز أن هناك حوالي 400 من البغايا في البلاد. يعدّ الاتجار بالجنس مشكلة في الغابون.
اعترف مصمم الأزياء الإيطالي فرانشيسكو سمالتو خلال محاكمته في باريس عام 1995، بتزويد رئيس الغابون آنذاك عمر بونغو، ببغايا من باريس لتأمين عمل خياطة بقيمة 600000 دولار في السنة.

### جمهورية الكونغو
الدعارة في جمهورية الكونغو غير قانونية ولكنها شائعة. الحكومة لا تطبق المنع بشكل فعال، كما يعدّ الاتجار بالجنس مشكلةً في البلاد.

## شرق أفريقيا

### بوروندي
الدعارة في بوروندي غير قانونية، ولكنها شائعة وآخذة في الازدياد. انتشرت الدعارة في جميع مناطق البلاد، وخاصة في أكبر مدينة، العاصمة السابقة بوجومبورا، والمناطق السياحية حول بحيرة تنجانيقا قبل الأزمة الأمنية في عام 2015. يقدر برنامج الأمم المتحدة المشترك المعني بفيروس نقص المناعة البشرية/الإيدز أن هناك 5100 من البغايا في بوروندي. اتجهت العديد من النساء إلى الدعارة بسبب الفقر.
لم تبذل سلطات إنفاذ القانون جهودًا تذكر للحد من الدعارة سابقًا. أدت الضغوط السياسية، بما في ذلك المبذولة من قبل عمدة بوجومبورا فريدي مبونيمبا، إلى حملات قمع في جميع أنحاء البلاد. تعد كل من دعارة الأطفال، والإيدز، والاتجار بالجنس مشكلات قائمة في البلاد.

### جزر القمر
الدعارة في جزر القمر غير قانونية، وهي ممارسات علنية في الفنادق التي يرتادها الأجانب. يقدر برنامج الأمم المتحدة المشترك المعني بفيروس نقص المناعة البشرية/ لإيدز أن هناك 200 من البغايا في جزر القمر.
تعدّ جزر القمر بلدًا مصدرًا للأطفال الذين يتعرضون للاتجار بالجنس داخل البلد. وبحسب ما ورد فإن النساء والفتيات يتعرضن للاتجار بالجنس في جزر القمر. قد يكون مواطنو جزر القمر عرضة بشكل خاص للاتجار العابر للحدود بسبب الافتقار إلى ضوابط حدودية مناسبة، والفساد ضمن الإدارة، ووجود شبكات إجرامية دولية متورطة في تهريب البشر.